# White Oak Township (comté de Warren, Iowa)
Pour les articles homonymes, voir White Oak Township.
White Oak Township est un township du comté de Warren en Iowa, aux États-Unis,.

## Source de la traduction
- (es) Cet article est partiellement ou en totalité issu de l’article de Wikipédia en espagnol intitulé « Municipio de White Oak (condado de Warren, Iowa) » (voir la liste des auteurs).